# Bohdanečský okruh
Bohdanečský okruh byl automobilový závod, který se konal v letech 1935, 1937 a 1938.

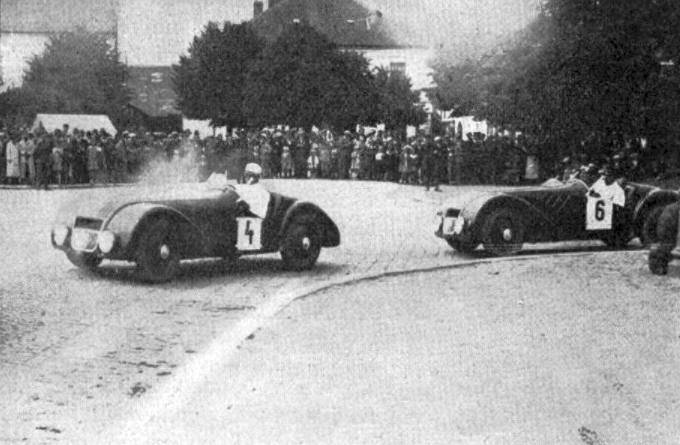
Oba vozy Jawa 750 (Vitvar, Feuerstein) ještě v čele I. Bohdanečského okruhu (1935)

## Vznik a vývoj
Závod vznikl v roce 1935, kdy jej uspořádala agilní pobočka Ligy československých motoristů v Pardubicích. Tehdejší ředitel lázní v Bohdanči František Podlešák založil a zorganizoval první národní rychlostní závod automobilů v lázeňském městě a dal mu jméno „Bohdanečský okruh“. S roční přestávkou se uskutečnil druhý ročník v roce 1937. Ten uspořádal Československý Autoklub Pardubice, stejně jako III. ročník konaný v roce 1938. Originální byly ceny pro vítěze: Zlatí čápi, symboly Lázní Bohdaneč. Rokem 1938 však historie tohoto závodu pro automobily a motocykly skončila, nepočítáme-li v pozdějších letech uskutečňované závody na Bohdanečském okruhu avšak pro cyklisty.
Start tříd byl prováděn tak, že celou skupinu vyvedl vždy za město „zaváděcí vůz" — podle nařízení zemského úřadu — a teprve pak byl ostrý start. Závodníci jeli za vůdčím vozem až k restauraci Maratón, teprve tam byli vypuštěni do vlastního závodu.
Po druhé světové válce odchází zakladatel závodu František Podlešák z motoristického dění a závod Bohdanečský okruh nebyl již obnoven.

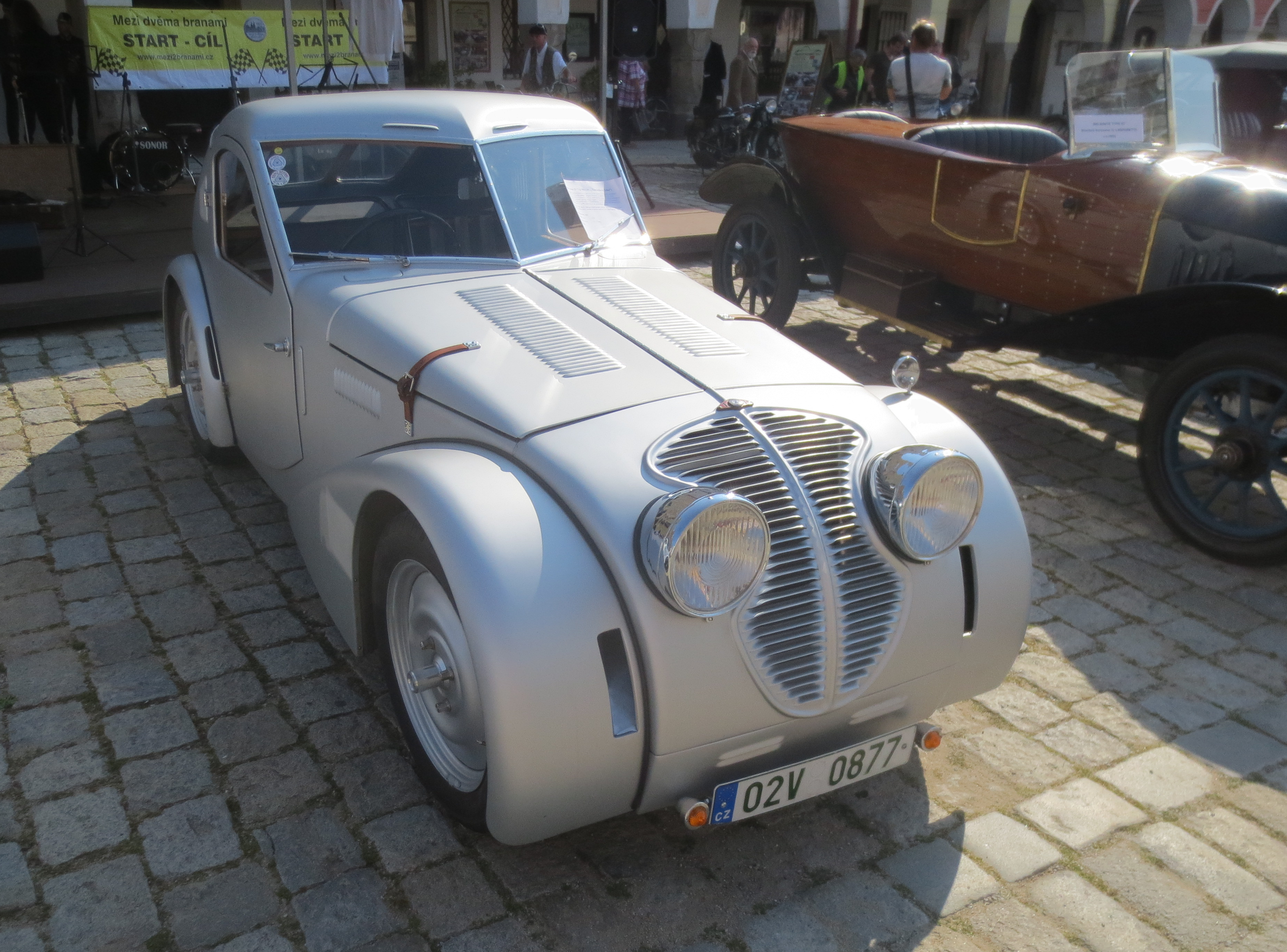
V roce 1935 vyhrál ing. Deston na Zetce Z 4

## 1935
První ročník Bohdanečského okruhu, jako první automobilový závod na Pardubicku, se konal krátce po závodu 1000 mil československých, 7. července 1935. Pardubická Liga čsl. motoristů vybrala rovinatou trať v délce 15 km (Lázně Bohdaneč-Hrádek-Doubravice-Semtín a zpět), avšak místy pro vozy dosti úzkou a nevalného povrchu. V prvním ročníku se uskutečnily 3 závody automobilů: do 750 (12 kol), do 1100 (14 kol) a do 1500 ccm na 16 kol.

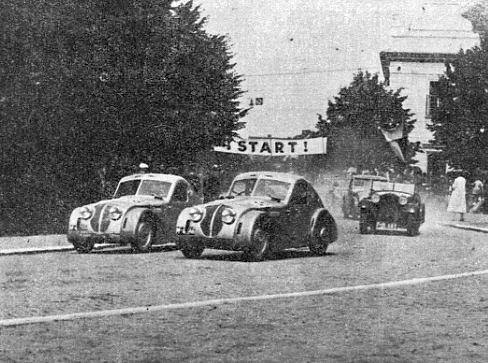
Start Zetek na Bohdanečském okruhu (1935)

Třída do 750 ccm jela 12 kol tzn. 180 km a měla 4 startující. Černý den měl Vitvar na roadsteru Jawa 750. Vedl následován Feuersteinem až do 6. kola, ale pak měl poruchu zapalování a po trojím měnění svíček, se propadl až na 3. místo. Až do 8. kola vedl pak Feuerstein, který byl předstižen Freundem, jenž postupně zlepšoval svůj náskok až na 12 minut. Zvítězil Otto Freund na Zetce Z 6 za 2:23:21,2 h (průměr 75,338 km/hod). Na 2. a 3. místě skončili Feuerstein (2:35:34,2 h) a Vitvar (2:41:18,6 h) na Jawách 750. Vítěz O. Freund jel pak ještě jedno kolo, v němž havaroval a lehce se zranil. Utrpěl tržnou ránu na čele a lehčí zranění na levém oku.
Na startu třídy do 1100 ccm bylo 9 vozů. Závod byl vypsán na 14 kol, tj. 210 km. Do cíle však dojeli jen 4 závodníci, protože Vladimír Formánek odpadl v 6. kole následkem havárie, Kraucher na speciálu Jikra sice držel 5. místo, ale havaroval v 10. kole a lehce se zranil na oku. Navíc Vlašín opravoval vůz už v 1. kole, čímž ztratil proti ostatním 7 kol a vzdal se. Boj v této třídě byl velmi ostrý, ve vedení se střídal Bohdan Deston a Janík, sledováni až do 6. kola Formánkem. Formánek na Aeru totiž najel do stromu a odpadl. Zvítězil Ing. Deston (Z 4) v čase 2:21.33,7 h (průměr 89,007 km/h) před Janíkem (Aero), Hošťálkem (Z 4) a Kubínem (Aero). Vlašína (Z 4) mohlo těšit jen nejrychleji zajeté kolo celého závodu v čase 9:30 min tj. 95 km/h. Ing. Deston se stal celkovým, absolutním vítězem závodů.

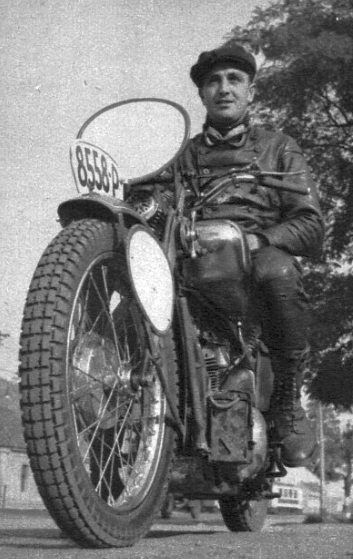
Jiří Dusil, vítěz Bohdanečského okruhu do 500 ccm (1937)

Třída do 1500 ccm se jela 16 kol (240 km) a měla jen 2 konkurenty. Fischer vedl od 1. kola a zvýšil do konce závodu svůj náskok na celé kolo. Beneš (Wikov) několikráte opravoval a ve 12. kole se vzdal. Fischer (MG Magnette) dokončil v čase 2:42:05,8 h a dosáhl průměrné rychlosti 88,835 km/h.

## 1937

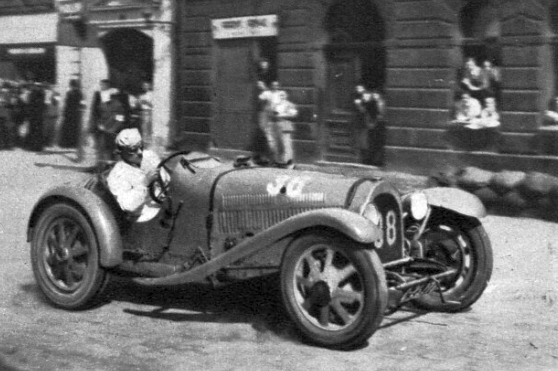
Jan Kubíček, Bugatti-Ford (1937)

Druhý ročník závodu se uskutečnil po roční přestávce 8. srpna 1937, protože původní termín 2. srpna 1936 byl pořadateli odřeknut. Mimo automobilů do 1100 a do 2000 ccm startovaly i motocykly do 250 a 500 ccm. Nejlepšího času dne dosáhl v exhibiční jízdě Jan Kubíček na Bugatti s motorem Ford 2,3 l. Ten se s motorem přes 2 l zúčastnil pouze mimo soutěž. Dosáhl na 10 kol (150 km) času 1:28:36,8 h v průměrné rychlosti 100,5 km/h.
Okruh 15 km dlouhý vedl, tak jako v roce 1935, po prašných a nepříliš kvalitních silnicích s mnoha ostrými a nebezpečnými zatáčkami. Z náměstí v Lázních Bohdaneč, kde byl start a cíl závodu, vedla traf okresními silnicemi přes Horka do Semtína, na Doubravici, Hrádek, dále k myslivně a pak po Hradecké spojovací silnici zpět do Bohdanče. Motocykly obou tříd projížděly okruh 4×, cestovní automobily do 1,1 l 6×, do 2 l 8× a závodní vozy jely 10 kol. 
V cestovních vozech do 1100 ccm zvítězil Dr. Pohorecký na Salmsonu před Stillerem na "tisícimílové" Z 4 a do 2000 ccm Navrátil na Imperii před Stehlíkem na Praga a ing. Kavalierem na Aero 50. V závodě startující Vitvar na Jawa 750 bohužel nedojel do cíle. V závodních vozech dokončil závod pouze Jiří Pohl (starší bratr Zdeňka Pohla) na MG v čase 1:33:26 h v průměrné rychlosti 96,5 km/h.
V závodě motocyklů do 250 ccm zvítězil Václav Stanislav na Jawě a v kategorii do 500 ccm Jiří Dusil na Jawě 350 v průměrné rychlosti 90 km/h, když favorité František Juhan a Antonín Vitvar byli tiženi poruchami.
Pořadatelský Čs. Autoklub Pardubice vydal oficiální fotografie - pohlednice ze závodů na Bohdanečském okruhu v roce 1937 opatřené příležitostným razítkem.

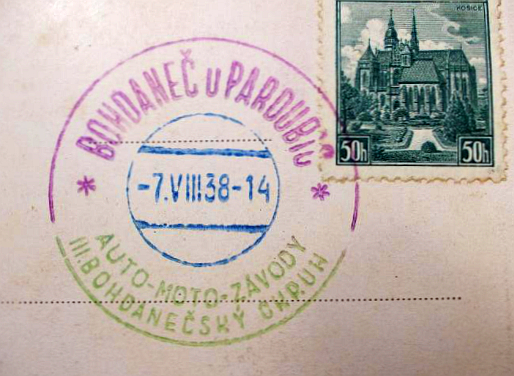
Poštovní razítko k Bohdanečskému okruhu (1938)

## 1938
Tento rok byly stanoveny pořadateli kategorie do 250 a do 600 ccm pro motocykly (4 kola), cestovní a sportovní automobily jely v třídách do 1100 (6 kol) a do 2000 ccm (8 kol) a konečně závodní automobily jely do a přes 1500 ccm (10 kol).
Zřejmě posledního úspěchu před Druhou světovou válkou dosáhl Bruno Sojka na III. ročníku Bohdanečského okruhu, který se konal v neděli 7. srpna. Sojka v kategorii závodních vozů do 1,5 l (ve společném závodě s třídou přes 1,5 l) zvítězil v absolutním pořadí na Bugatti T51A v průměrné rychlosti 99 km/h před Rosákem na Bugatti a Navrátilem na Imperii, který byl nejrychlejší v třídě závodních automobilů přes 1,5 l. Závod měl kromě havárie Kubíčka (Bugatti-Ford) a Kalhouse, které se na štěstí skončily pro jezdce jen lehkými oděrkami, naprosto hladký průběh. Přestože Sojka v 2. kole asi 5 km od depa píchl pneumatiku a dojel k výměně na prázdné gumě, vyměnil kolo a znovu se vydal na trať. V dalších 30 km ztrátu dohnal a bezpečně zvítězil. V kategorii cestovních a sportovních automobilů do 1100 ccm zvítězil Uher na Aero 30 před Štillerem na Z 4 a Hamplem na Aero 30. V silnější kategorii do 2000 ccm vyhrál Vojtěchovský na Aero 50 před B. Hlaváčem na voze Zbrojovka Z 5.
Popularitu závodu podtrhlo i opatření Československé pošty, která v době od 10. do 17. srpna 1938 na poštovním úřadu Praha 1 orážela známky příležitostným razítkem Bohdaneč u Pardubic, Auto-moto závody III. Bohdanečský okruh v barvě fialové, zelené a modré.

### Výsledky automobilů
| Ročník | Datum      | Délka trati | Vítěz              | Vůz         | Čas         | Rychlostní průměr |
| 1      | 1935-07-05 | 210 km      | Ing. Bohdan Deston | Z 4         | 2:21:33,7 h | 89,0 km/h         |
| 2      | 1937-08-08 | 150 km      | Jiří Pohl          | MG          | 1:33:26,0 h | 96,5 km/h         |
| 3      | 1938-08-07 | 150 km      | Bruno Sojka        | Bugatti 51A | 1:31:11,1 h | 99,0 km/h         |